# Artesunato/pironaridina
Artesunato/pironaridina, vendido sob a marca Pyramax, é uma combinação de dose fixa de medicação para o tratamento da malária. Pode ser usado para malária de tipo P. falciparum e P. vivax. Ele combina artesunato e pironaridina. Ele é tomado por via oral.
A combinação é geralmente bem tolerada. Efeitos secundários podem incluir dor de cabeça, vómitos ou tosse. O uso em pacientes com grave doença hepática ou doença renal não é recomendado. O seu uso não é geralmente recomendado no início da gravidez. Contudo, não existem outras opções de tratamento e pode salvar a vida das mães se for usado. Os dois componentes trabalham através de mecanismos diferentes.
É um dos medicamentos da Lista de Medicamentos Essenciais da Organização Mundial de Saúde, os mais eficazes e seguros medicamentos necessários num sistema de saúde. Em 2010, o custo de um tratamento nos países em desenvolvimento foi entre 0,55 e 2.18 USD.